# Istituto dei sordi di Torino
L'Istituto dei Sordi di Torino Onlus è una fondazione senza scopo di lucro, con sede a Pianezza, Viale San Pancrazio n° 65
Si tratta di una delle più antiche e vitali istituzioni italiane dedicate all'educazione dei sordi: le attività sono iniziate infatti nel 1814, con l'opera di Giovanni Battista Scagliotti presso varie istituzioni benefiche torinesi, per poi confluire, nel 1835 nella Regia Scuola Normale per i Sordo-Muti, diretta dal sacerdote Francesco Bracco ed eretta in ente morale con decreto del gennaio 1838 dal Re di Sardegna Carlo Alberto.
L'Istituto ebbe la sua prima importante sede in via Assarotti n°° 12, in pieno centro a Torino, via dedicata ad Ottavio Assarotti, l'educatore dei sordi genovese, cosiddetto "padre dei sordomuti", perché uno dei primi insegnanti specializzati in Italia, fondatore dell'omonimo Istituto in Genova.
La sede di via Assarotti venne inaugurata nel 1865 e costruita grazia al lascito della contessa Ottavia Masino di Mombello. In quell'edificio l'Istituto rimarrà per cento anni precisi, fino al trasferimento nella più ampia sede di Pianezza, a pochi chilometri dalla città, costruita ex novo sul modello dei campus americani, con biblioteca, palestra, aule, teatro e un ampio parco, su di un terreno di oltre tre ettari.
L'Istituto dei Sordi di Torino offre un articolato sistema di servizi, tra cui:
- Corsi di Lingua dei segni italiana: i corsi di LIS furono avviati nell'anno formativo 1995/1996 e proseguono ininterrottamente da allora. Il piano di studi è diviso in tre livelli, che corrispondono abbastanza precisamente ai livelli base di apprendimento delle lingue previsto dal Quadro Comune Europeo di Riferimento delle Lingue. I corsi sono accreditati presso il Ministero dell'Istruzione, dell'Università e della Ricerca per la formazione del personale della scuola con Decreto del 18/10/2007.[1]
- Corsi di Italiano per sordi stranieri[2]: i corsi, avviati da oltre dieci anni, hanno portato ad importanti sperimentazioni, culminate anche con la pubblicazione di manuale di italiano dedicato agli immigrati migranti[3].
- Corsi di American Sign Language;
- Servizi educativi territoriali di assistenza alla comunicazione e all'autonomia, dall'asilo nido all'università;
- Residenze per adulti sordi in difficoltà;
- Centro diurno per giovani sordi con pluriminorazioni;
- Logopedia;
- Biblioteca e centro di documentazione[4]: la biblioteca contiene oltre 3000 volumi sulla sordità[5], periodici nazionali e internazionali, una raccolta di tesi di laurea e alcuni fondi di particolare rilevanza storica, tra cui il Fondo Caproni e il Fondo Scuri;
- Ricerca e formazione continua;
- Progetti europei ed internazionali;
- Progetti di accessibilità universale per musei e istituzioni culturali, nello spirito dell'articolo 30 della Convenzione Onu sui diritti delle persone disabili.